# Liên minh Siêu thú DC
DC League of Super-Pets (tạm dịch: Liên minh Siêu Thú cưng DC) là một phim hoạt hình máy tính siêu anh hùng hài 3D năm 2022 của Mỹ được viết kịch bản và đạo diễn bởi Jared Stern, dựa trên biệt đội Legion of Super-Pets của DC Comics.

## Nội dung
Khi hành tinh Krypton bị diệt vong, cậu bé Kal-El và chú chó Krypto được đưa lên phi thuyền để đến Trái đất. Nhiều năm sau, Kal-El trở thành siêu anh hùng Superman - người bảo vệ Thành phố Metropolis ở Hoa Kỳ, Krypto cũng thường đi theo hỗ trợ chủ nhân của mình. Kal-El còn có tên khác là Clark Kent, anh làm nhà báo tại tòa soạn Daily Planet, và yêu cô đồng nghiệp Lois Lane. Một ngày nọ, Clark và Krypto phát hiện Lex Luthor đang thu thập đá kryptonite cam từ ngoài không gian với hi vọng có được siêu sức mạnh từ nó. Hắn đã bị đánh bại khi nhóm Justice League (Liên minh Công lý) đến hỗ trợ Clark.
Trong khi đó, ở một nhà nuôi động vật, một con chuột lang độc ác tên Lulu đã lấy được một mảnh kryptonite cam, có được siêu năng lực và chạy thoát. Những con vật khác tại đó gồm chó Ace, lợn PB, sóc Chip và rùa Merton cũng có siêu năng lực và thoát ra. Clark dự định cầu hôn Lois thì bị Lulu hạ gục và bắt đi. Krypto muốn cứu chủ nhân nhưng trước đó cậu đã ăn miếng pho mát có chứa kryptonite xanh nên bị mất sức mạnh. Sau đó Krypto gặp được nhóm của Ace, chúng đồng ý giúp đỡ cậu.
Lulu tuyển mộ một nhóm chuột lang để làm thuộc hạ của nó, sau đó bọn chuột bắt giữ cả nhóm Justice League. Nhóm của Krypto đến ngăn cản chúng nhưng thất bại. Ace tâm sự với Krypto rằng cậu từng là chú chó được gia đình chủ yêu thương, do xảy ra hiểu lầm nên đã bị gửi vào nhà nuôi động vật. Nhóm của Krypto bị tấn công bởi một con mèo con, nhưng chúng đã phối hợp cùng nhau hạ gục nó rồi đến nhà tù Stryker's Island để ngăn chặn Lulu. Những con vật thất bại lần nữa và bị nhốt vào phòng giam. Luthor được Lulu giải cứu nhưng hắn nhốt Lulu vào phòng giam. Lulu tức giận thoát ra, quyết định tiêu diệt cả Luthor và nhóm Justice League.
Miếng kryptonite trong bụng Krypto đã phân hủy, nhờ vậy sức mạnh của cậu được phục hồi. Cậu bảo những người bạn của mình tìm nơi trú ẩn cho an toàn, sau đó bay đi tìm Lulu. Nhóm của Ace vẫn đến giúp đỡ Krypto. Khi Lulu phóng một tên lửa từ tòa nhà LexCorp, Krypto giải cứu Lois (đang ở trên máy bay trực thăng) trong khi những con vật khác giải cứu nhóm Justice League thoát khỏi tên lửa. Không chấp nhận thất bại, Lulu đưa mảnh vụn kryptonite cam vào não, biến thành một con quái vật khổng lồ. Nhóm Justice League và những con vật phối hợp cùng nhau chiến đấu với Lulu, nhưng nó giờ đây đã quá mạnh. Krypto liền bay đến gần Mặt trời lấy thêm sức mạnh, sau đó tung ra một cú đấm kinh hoàng khiến Lulu trở lại kích thước nhỏ bé. Krypto suýt mất mạng vì cú đấm đó nhưng may mắn được Ace che chở.
Sau trận chiến, Clark cầu hôn Lois, nhóm của Ace được các thành viên Justice League nhận nuôi. Lulu cũng được Mercy Graves, trợ lý của Luthor, nhận nuôi. Sau này những con vật của các siêu anh hùng thành lập một biệt đội của riêng chúng mang tên League of Super-Pets (Liên minh Siêu thú). Trong cảnh hậu danh đề, Clark và Krypto đối mặt với Black Adam và con chó Anubis của hắn; Krypto thách Anubis bay đến Sao Diêm Vương, và Anubis liền kéo Adam bay đi.

## Diễn viên lồng tiếng
- Dwayne Johnson vai Krypto, chó của Superman.
- Kevin Hart vai Ace, chó của Batman.

Ngoài ra, Kate McKinnon, John Krasinski, Vanessa Bayer, Natasha Lyonne, Diego Luna và Keanu Reeves được chọn vào các vai diễn chưa được tiết lộ.

## Phát hành
Vào tháng 1 năm 2019, phim đã được lên kế hoạch để phát hành tại Bắc Mỹ vào ngày 21 tháng 5 năm 2021. Nhưng sau đó, ngày công chiếu của phim đã bị lùi sang ngày 29 tháng 7 năm 2022 do ảnh hưởng của Đại dịch COVID-19.